# Reningelst
Reningelst (lokaal West-Vlaams: Rinnegèst) is een dorp in de Belgische provincie West-Vlaanderen en een deelgemeente van de stad Poperinge, in de Westhoek. Het was een zelfstandige gemeente tot aan de gemeentelijke herindeling van 1977.
Het gehucht De Klijte dat voor de gemeentelijke fusies (1976) tot Reningelst behoorde, werd in 1977 een woonkern van Heuvelland. De laatste burgemeester van de dubbelgemeente Reningelst-De Klijte was Emile Vandelanotte.

## Geschiedenis
In 1107 werd Reningelst voor het eerst schriftelijk vermeld. De parochie werd in 1161 gesticht door graaf Diederik van de Elzas. Er was ook een heerlijkheid waarvan het kasteel, ten zuiden van de kerk gelegen, in 1793 door de Fransen werd verwoest. Reningelst werd in 1344 getroffen door verwoestingen door de stad Ieper, die in de lakennijverheid van Poperinge en omgeving concurrentie voor de eigen lakenhandel zag. Ook de Beeldenstorm leidde in 1583 tot schade, omdat de kerk in brand werd gestoken.
De Eerste Wereldoorlog leidde niet tot algehele verwoesting, omdat het dorp buiten het front was gelegen.

## Demografische ontwikkeling
- Bronnen:NIS, Opm:1831 tot en met 1970=volkstellingen; 1976 = inwoneraantal op 31 december

## Bezienswaardigheden

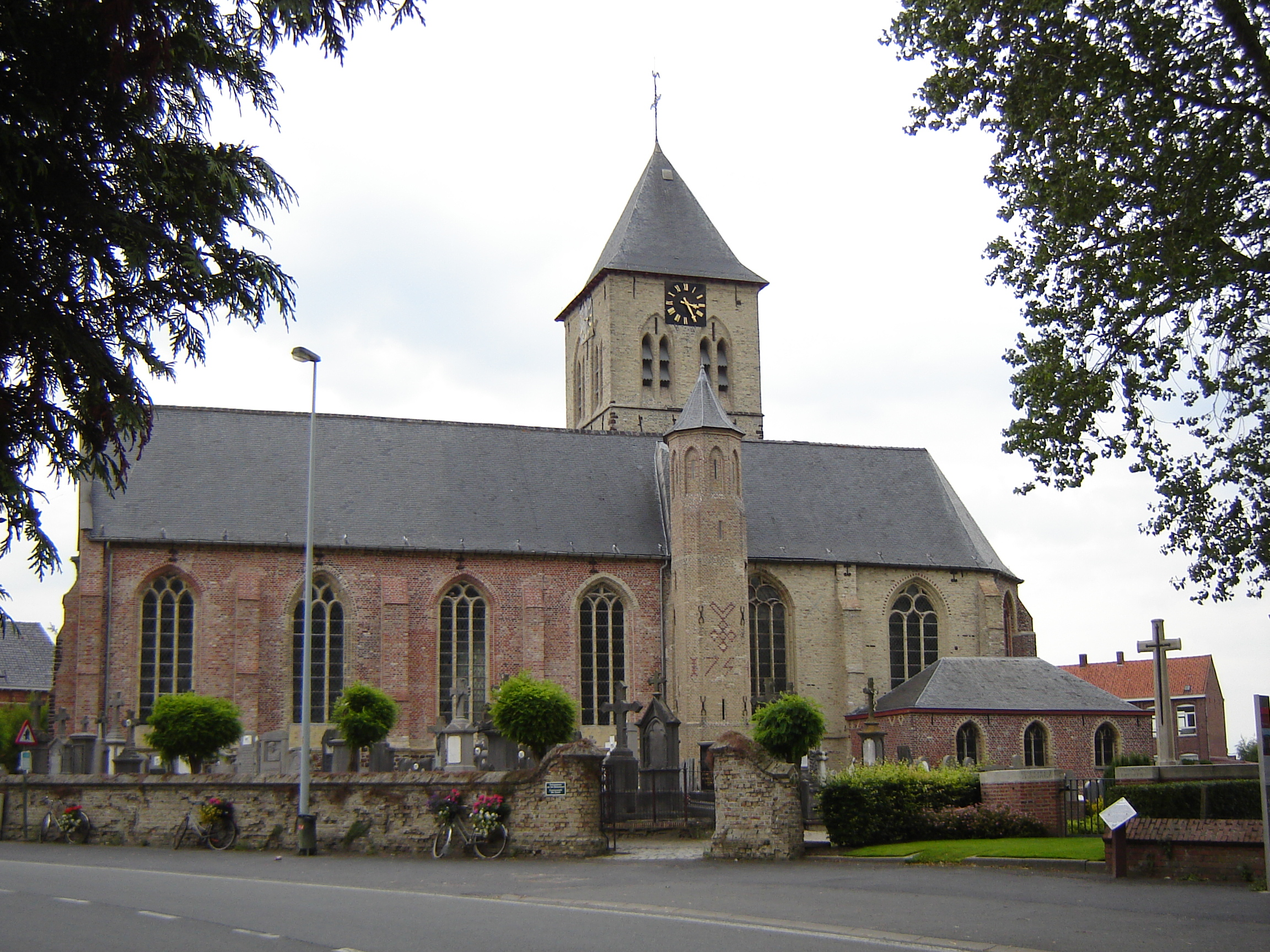
Sint-Vedastuskerk

- De kern van Reningelst is een beschermd dorpsgezcht.
- Reningelst heeft één kerk, de aan Vedastus gewijde Sint-Vedastuskerk. In het jaar 1568 werden de drie priesters van Reningelst vermoord, omwille van de godsdienstoorlogen rond die periode. De kerk werd in 1583 in brand gestoken door Ieperse geuzen. Na de herstelling kreeg de kerk haar huidig uitzicht (omstreeks 1623). Verschillende stukken uit het kerkmeubilair behoren tot de belangrijkste kunstschatten in de Westhoek, o.a. de preekstoel, de communiebank, de lambrisering en het orgelbuffet. Alle dateren uit de 18de eeuw. Deze kerk werd nogmaals verwoest tijdens de Eerste Wereldoorlog (1914-1918). Hoewel de dorpskern het toen zwaar te verduren kreeg werd het dorp nooit bezet door het Duitse leger. Het dorp was veeleer voor vele geallieerde soldaten een tussenstop op weg naar of van het front.
- Reningelst had vroeger ook een kasteel, dat rond 1100 werd gebouwd. Door de eeuwen heen breidde men dit kasteel uit. Op 6 september 1793 werd het kasteel helemaal afgebrand, op bevel van generaal Van Damme. Op de plaats van het kasteel (nu een weide) werd in de Eerste Wereldoorlog een dubbele spoorweg aangelegd.
- In het voormalige gemeentehuis is de geschiedenis van Reningelst weergegeven op een glasraam.
- Na de Eerste Wereldoorlog werden op verscheidene plaatsen begraafplaatsen aangelegd voor gesneuvelde militairen in heel de Westhoek; zo ook in Reningelst:
  - op het Kerkhof van Reningelst,
  - Reninghelst Churchyard Extension,
  - Reninghelst New Military Cemetery (bevat o.a. enkele tewerkgestelden van het Chinese Labour Corps),
  - Gedenkzuil voor de militaire en burgerlijke slachtoffers (W.O. I - W.O. II) van Reningelst, en

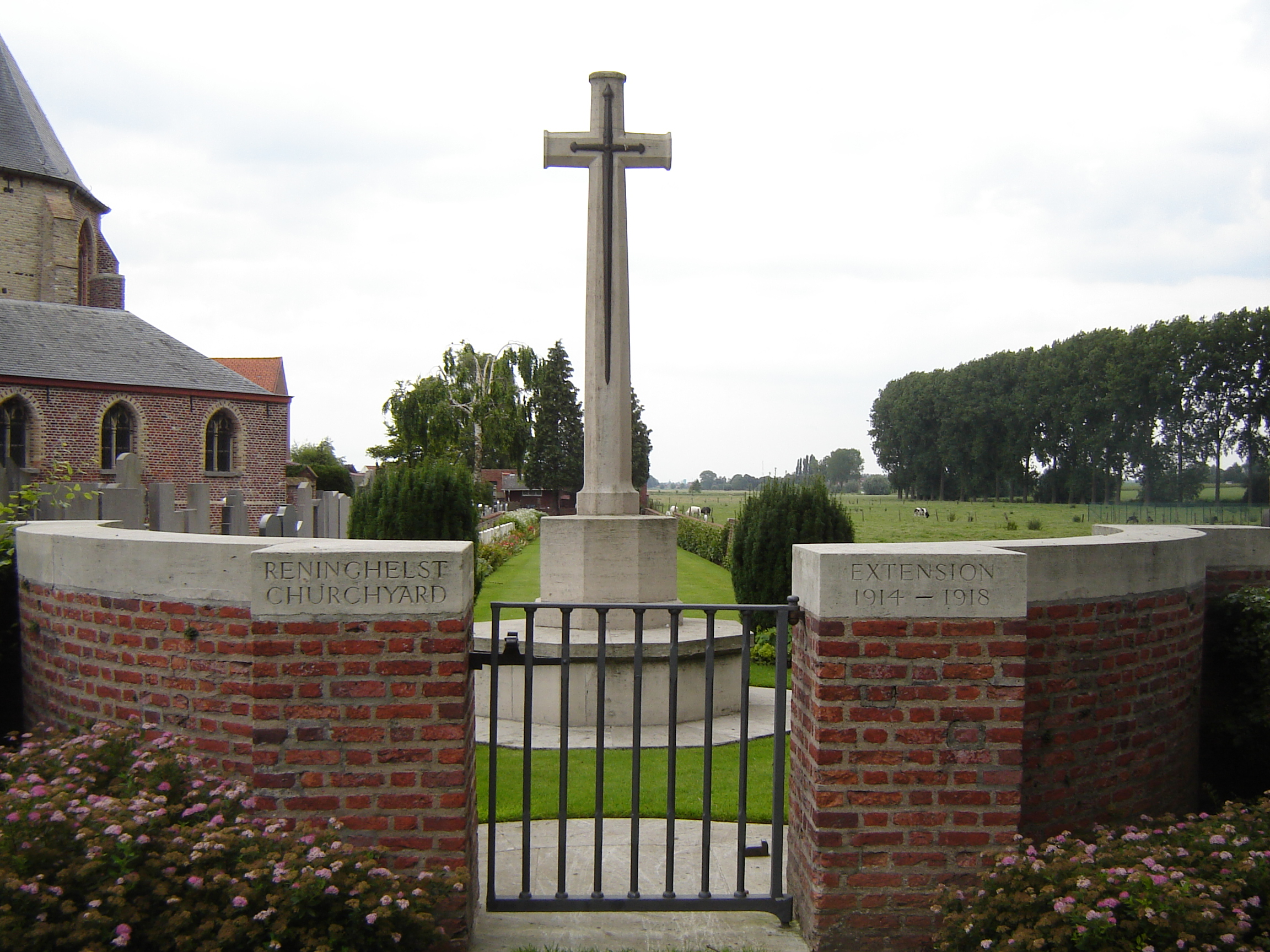
Reningelst Churchyard Extension

  - Gedenkplaat Poproute

## Natuur en landschap
Reningelst ligt in Zandlemig Vlaanderen en de hoogte varieert van 20 meter tot 80 meter. Reningelst ligt aan de voet van het West-Vlaams Heuvelland. Waterlopen zijn de Pandoenbeek die, samen met de Franse Beek, verder naar het noordoosten de Grote Beek vormt. Oostelijk daarvan stroomt de Scherpenbergbeek.

## Sport en recreatie
Reningelst is een dorp waar de fiets centraal staat, het is een wielerdorp. Jaarlijks wordt tijdens de kermisweek een aantal belangrijke wielerwedstrijden georganiseerd. De 'Acht van Reningelst' dankt onder meer haar naam aan het op een 8 lijkende parcours.

## Voorzieningen
Het dorp heeft momenteel één basisschool genaamd De Zonnewijzer, verspreid over twee locaties: één aan de Pastoorstraat, en één aan de Baljuwstraat. Ook is er een bibliotheek bij het speelpleintje 't Noageltje waar ook Chiro Dokio gevestigd is.
Reningelst beschikt tevens over een vooruitgeschoven brandweerpost. Deze post maakt deel uit van brandweer Groot-Poperinge. De brandweerpost is samengesteld uit 19 manschappen waarvan één officier. In 2002 vierde de brandweerpost haar 150-jarig bestaan.

## Economie
Tot in de jaren zestig (20ste eeuw) werd in het dorp nog een bier gebrouwen, Rookop in Brouwerij-Mouterij St.-Joris. In deze voormalige brouwerij is sinds 2012 "OC De Rookop" en "De Kinderbrouwerij" gevestigd. Vanaf juni 2012 werd het bier Rookop terug in opdracht gebrouwen door Brouwerij De Plukker uit Poperinge.

## Nabijgelegen kernen
De Klijte, Loker, Westouter, Poperinge, Vlamertinge